# Zofia Klepacka
Zofia Teresa Noceti-Klepacka (Varsóvia, 26 de abril de 1986) é uma velejadora polonesa. medalhista de bronze olímpica na classe RS:X.

## Carreira
Praticante do Windsurf, é medalhista olímpica nos jogos de Londres 2012, com a medalha de bronze. Também foi campeã mundial em Cascais 2007